# Boeing YAL-1
Boeing YAL-1A Airborne Laser hệ thống vũ khí Airborne Laser Testbed – Trạm laser trên không thử nghiệm, (trước là Airborne Laser) là một hệ thống vũ khí của Hoa Kỳ, bao gồm một bộ phận laser iodine oxy hóa học công suất megawatt đặt trên một chiếc Boeing 747-830F. Nó được thiết kế chủ yếu làm hệ thống phòng thủ tên lửa, nhằm tiêu diệt các tên lửa đạn đạo chiến thuật (TBMs), trong khi tên lửa vẫn đang ở trong pha đẩy. Máy bay được bộ quốc phòng Hoa Kỳ định danh là YAL-1A vào năm 2004.

## Tính năng kỹ chiến thuật
Đặc điểm tổng quát
- Tổ lái: 6
- Chiều dài: 231 ft 10 in (76,6 m)
- Sải cánh: 211 ft 5 in (64,4 m)
- Chiều cao: 63 ft 8 in (19,4 m)
- Trọng lượng cất cánh tối đa: 875.000 lb (396.890 kg)
- Động cơ: 4 × General Electric CF6-80C2B5F kiểu turbofan, 62,100 lbf (276 kN) mỗi chiếc

 Hiệu suất bay 
- Vận tốc cực đại: Mach 0.92 (630 mph, 1.015 km/h) trên độ cao 35.000 ft
- Vận tốc hành trình: Mach 0.84 (575 mph, 925 km/h) trên độ cao 35.000 ft

Trang bị vũ khí

- 1 x COIL

Hệ thống điện tử

- 1 x hệ thống phát hiện hồng ngoại ABL
- 2 x laser chiếu xạ vào mục tiêu